# Jagniątków
Jagniątków (Duits: Agnetendorf) is een dorp in het Poolse woiwodschap Neder-Silezië. Jagniątków maakt sinds 1 januari 1998 deel uit van de stad Jelenia Góra.
Tot 1945 maakte Jagniątków deel uit van Duitsland en heette Agnetendorf. Het dorp werd in 1621 door Boheemse protestanten gesticht en vernoemd naar Barbara Agnes von Schaffgotsch. De bekendste inwoner van Agnetendorf was de Duitse Nobelprijswinnaar Gerhart Hauptmann, die hier vanaf 1907 tot zijn dood in 1946 woonde. De Duitse bevolking van Agnetendorf werd na de Tweede Wereldoorlog verdreven.

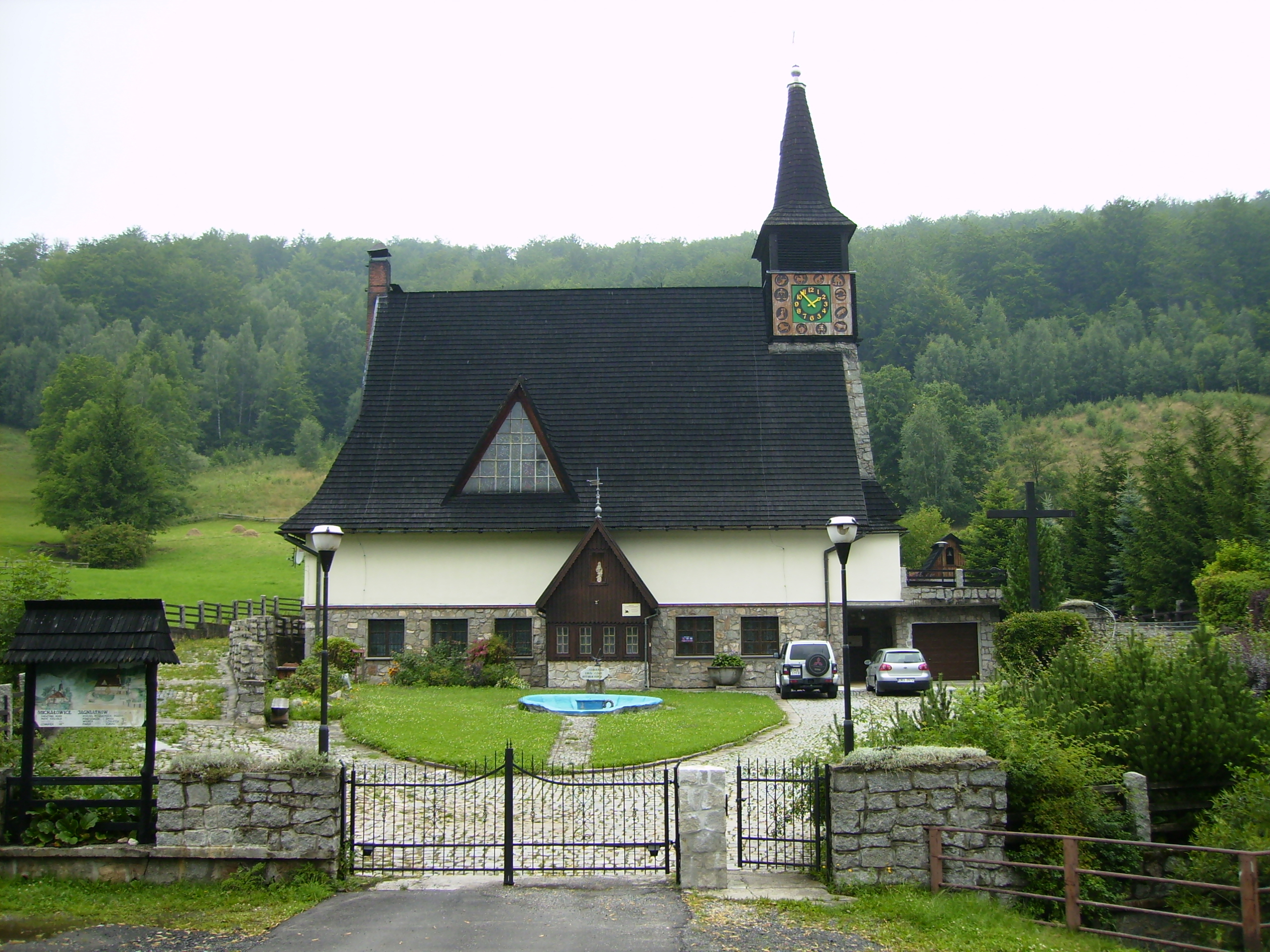
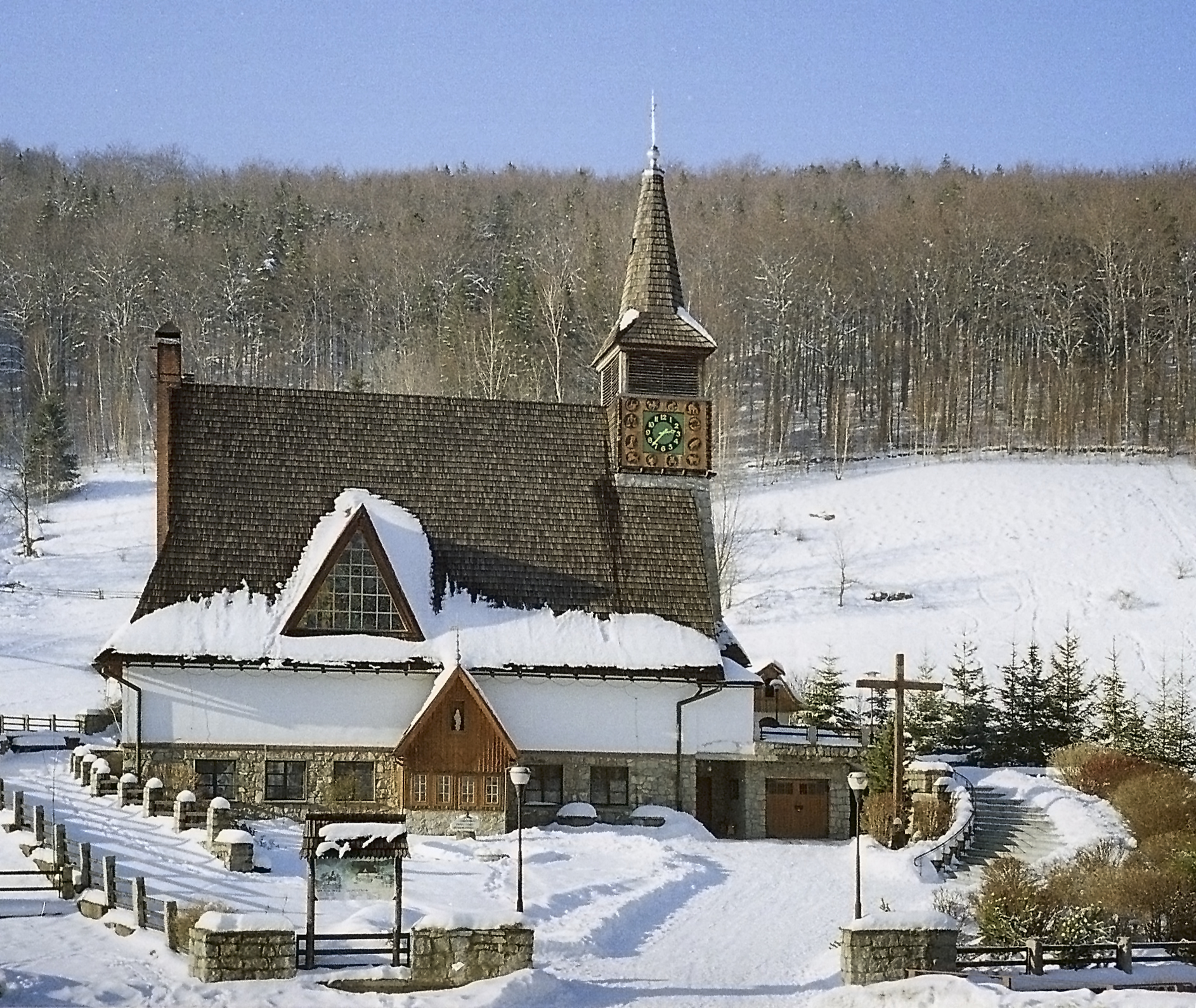
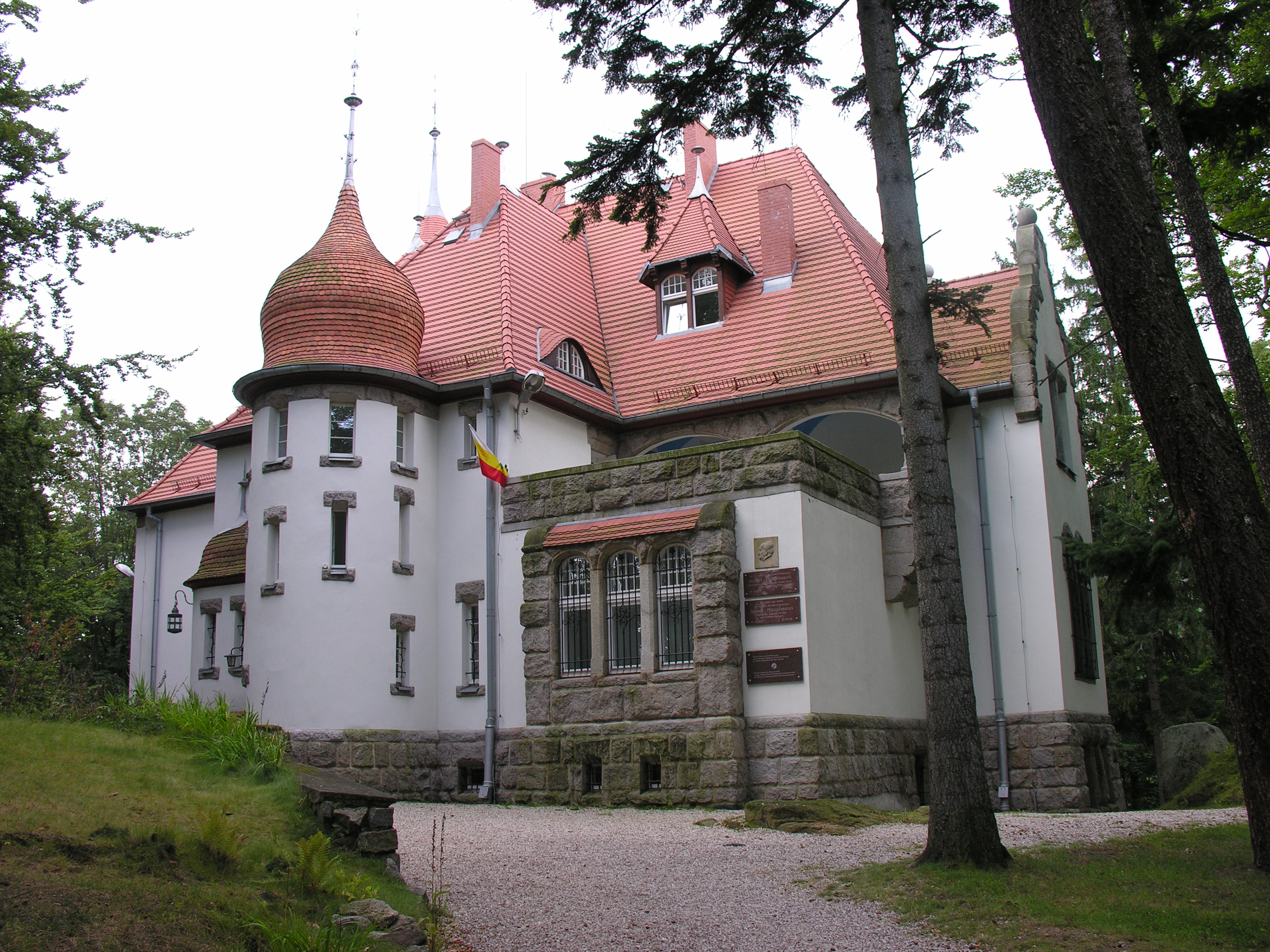
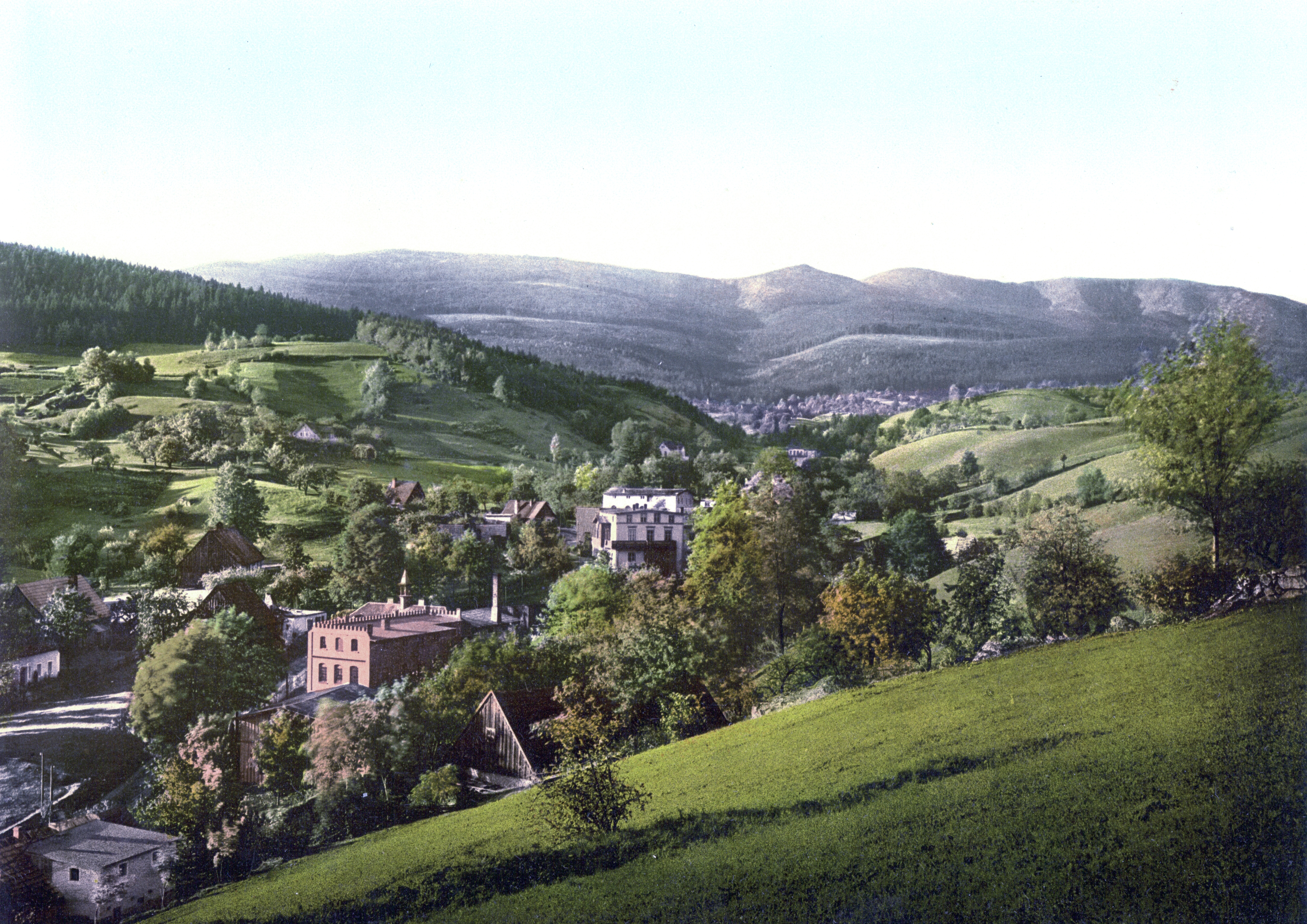
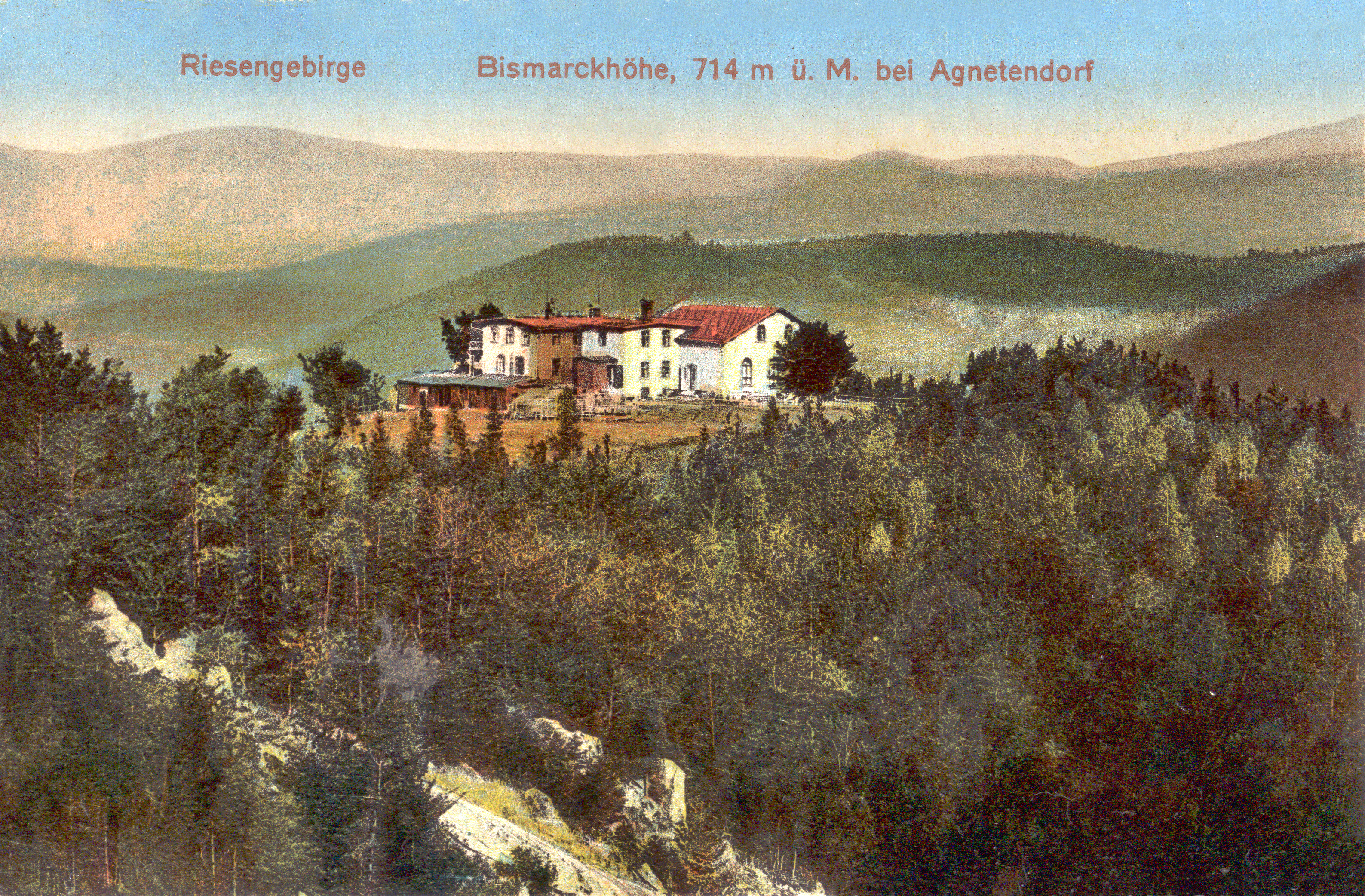